# Reol
En reol er et møbel eller et stykke inventar til opbevaring, der består af hylder, for eksempel til bøger, nipsgenstande, værktøj, tøj, varer og meget mere. Reoler findes anvendt i stor udstrækning i supermarkeder, lagre, værksteder og biblioteker. Reoler er ofte lavet af træ eller metal.

## Beskrivelse
Reoler består af to eller flere lodretstående sidestykker eller stolper, der bærer en række hylder over hinanden. Reoler er især beregnet til at stå på gulvet (oftest op ad væggen) og tjene til opbevaring af varer, bøger, flasker og lignende. I almindelig sprogbrug anvendes ordet reol især om en bogreol, og undertiden om (eller med tanke på) de enkelte rum, fag eller hylder.